# Pavetta graciliflora
Pavetta graciliflora är en måreväxtart som beskrevs av Nathaniel Wallich och Henry Nicholas Ridley. Pavetta graciliflora ingår i släktet Pavetta och familjen måreväxter. Inga underarter finns listade i Catalogue of Life.